# Матчи женской сборной России по волейболу 2015
В 2015 году женская сборная России по волейболу приняла участие в трёх официальных турнирах, проводимых под эгидой ФИВБ.

## Турниры и матчи

### Гран-при
| 3 июля. Нинбо (Китай). Россия — Германия 3:1 (25:20, 24:26, 25:20, 25:20). Предварительный этап. 1-й тур. Группа «В» |
| --- |

Россия: Щербань (15 очков), Любушкина (8), Обмочаева (20), Косьяненко (3), Фетисова (8), Ильченко (10), Малова — либеро. Выход на замену: О.Ефимова, Малых (1), Пасынкова (1).

Германия: Вайсс, Бринкер, Козух, Брандт, Вайхенмайер, Шёльцель, Дюрр — либеро, Томсен — либеро. Выход на замену: Швертман, Ханке, Липпман, Полл, Шафер.
| 4 июля. Нинбо (Китай). Россия — Доминиканская Республика 3:0 (25:15, 25:22, 25:8). Предварительный этап. 1-й тур. Группа «В» |
| --- |

Россия: Щербань (1), Любушкина (2), Обмочаева (7), Косьяненко (4), Орлова (7), Ильченко (11), Малова — либеро, Кравченко — либеро. Выход на замену: О.Ефимова (2), Малых (5), Пасынкова (10), Е.Ефимова (7).

Доминиканская Республика: Мехиа Лисвель, Морено Мартинес, Анхелес Рохас, Рондон Мартинес, Гонсалес Лопес, Родригес, Фернандес Перес — либеро. Выход на замену: Нуньес, Торибио де Леон, Гарсия де ла Крус.
| 5 июля. Нинбо (Китай). Россия — Китай 1:3 (21:25, 25:21, 13:25, 23:25). Предварительный этап. 1-й тур. Группа «В» |
| --- |

Россия: Щербань (5), Пасынкова (3), Любушкина (8), Обмочаева (26), Косьяненко (2), Орлова (10), Малова — либеро. Выход на замену: О.Ефимова, Малых (3), Ильченко (7), Бирюкова, Е.Ефимова.

Китай: Юань Синьюэ, Чжу Тин, Шэнь Цзинси, Ян Цзюньцзин, Цзэн Чуньлэй, Хуэй Жуоци, Линь Ли — либеро. Выход на замену: Ян Фансюй, Дин Ся, Чжан Чаннин, Янь Ни.
| 10 июля. Калининград (Россия). Россия — США 0:3 (22:25, 20:25, 19:25). Предварительный этап. 2-й тур. Группа «F» |
| --- |

Россия: Пасынкова (3), Любушкина (2), Обмочаева (14), Косьяненко (1), Орлова (5), Ильченко (7), Малова — либеро, Кравченко — либеро. Выход на замену: Бирюкова (1), О.Ефимова, Малых, Щербань.

США: Джиббмейер, Креклоу, Диксон, Робинсон, Вансэнт, Лоу, Бэнуорт — либеро. Выход на замену: Томпсон, Н.Фосетт, Хилл.
| 11 июля. Калининград (Россия). Россия — Сербия 3:2 (25:23, 17:25, 20:25, 26:24, 15:8). Предварительный этап. 2-й тур. Группа «F» |
| --- |

Россия: Пасынкова (13), Любушкина (10), Обмочаева (27), Косьяненко (2), Орлова (9), Ильченко (7), Малова — либеро. Выход на замену: О.Ефимова (1), Малых, Бирюкова (5).

Сербия: Дрпа, Живкович, Николич, Стеванович, Рашич, Буша, Попович — либеро, Чебич — либеро. Выход на замену: Огненович, Бошкович, Малешевич, Савич.
| 12 июля. Калининград (Россия). Россия — Турция 3:1 (26:24, 17:25, 25:23, 25:21). Предварительный этап. 2-й тур. Группа «F» |
| --- |

Россия: Пасынкова (9), Любушкина (10), Обмочаева (28), Косьяненко (2), Орлова (8), Ильченко (5), Малова — либеро. Выход на замену: О.Ефимова, Малых (2), Щербань, Бирюкова (6).

Турция: Акман, Услупехливан, Онал-Пашаоглу, Юртдагюлен, Оздемир, Дагделенлер, Далбелер — либеро. Выход на замену: Эркан, Баша, Акын, Боз.
| 16 июля. Катания (Италия). Россия — Бразилия 0:3 (18:25, 14:25, 17:25). Предварительный этап. 3-й тур. Группа «G» |
| --- |

Россия: Щербань (8), Любушкина (2), Косьяненко, Фетисова (1), Малых (19), Бирюкова (5), Малова — либеро. Выход на замену: О.Ефимова, Обмочаева (1), Ильченко, Е.Ефимова (2).

Бразилия: Жусели, Дани Линс, Карол, Габи, Наталия, Моник, Сасса — либеро. Выход на замену: Ивна, Роберта.
| 17 июля. Катания (Италия). Россия — Италия 3:1 (25:18, 20:25, 25:22, 30:28). Предварительный этап. 3-й тур. Группа «G» |
| --- |

Россия: Щербань (13), Любушкина (7), Косьяненко (2), Фетисова (10), Малых (14), Ильченко (15), Кравченко — либеро. Выход на замену: О.Ефимова (1), Обмочаева (16).

Италия: Сорокайте, Малинов, К.Бозетти, Гуиджи, Кирикелла, Л.Бозетти, М.Ди Дженнаро — либеро. Выход на замену: Тироцци, Диуф, Эгону, Орро.
| 18 июля. Катания (Италия). Россия — Бельгия 0:3 (20:25, 22:25, 26:28). Предварительный этап. 3-й тур. Группа «G» |
| --- |

Россия:Пасынкова (10), Любушкина (2), Косьяненко (1), Фетисова (12), Малых (6), Ильченко (2), Кравченко — либеро. Выход на замену: О.Ефимова, Обмочаева (8), Щербань (5).

Бельгия: Хейрман, Лейс, Альбрехт, Вандестене, ван де Вивер, Колс, Куртуа — либеро. Выход на замену: Бибаув, Чианчи, Гробельна.
| 22 июля. Омаха (США). Россия — Италия 3:0 (26:24, 28:26, 25:19). Финальный этап |
| ------------------------------------------------------------------------------- |

Россия: Щербань (11), Любушкина (8), Обмочаева (28), Косьяненко, Фетисова (1), Ильченко (3), Малова — либеро. Выход на замену: О.Ефимова, Орлова (2), Пасынкова (5).

Италия: Сорокайте, Малинов, Гуиджи, Кирикелла, Тироцци, Диуф, М.Ди Дженнаро — либеро, Сансонна — либеро. Выход на замену: К.Бозетти, Л.Бозетти, Силла.
| 23 июля. Омаха (США). Россия — Бразилия 3:0 (25:19, 28:26, 25:19). Финальный этап |
| --------------------------------------------------------------------------------- |

Россия: Щербань (8), Пасынкова (14), Любушкина (7), Обмочаева (24), Косьяненко (2), Орлова (7), Малова — либеро. Выход на замену: О.Ефимова, Фетисова.

Бразилия: Жусели, Дани Линс, Карол, Габи, Наталия, Моник, Лея — либеро. Выход на замену: Ивна, Роберта, Суэль.
| 24 июля. Омаха (США). Россия — США 1:3 (24:26, 25:19, 16:25, 22:25). Финальный этап |
| ----------------------------------------------------------------------------------- |

Россия: Щербань (7), Пасынкова (11), Любушкина (11), Обмочаева (29), Косьяненко (2), Орлова (6), Малова — либеро. Выход на замену: О.Ефимова, Фетисова, Ильченко (3), Бирюкова.

США: Ларсон, Хилл, Акинрадево, Креклоу, Диксон, Лоу, Бэнуорт — либеро. Выход на замену: Томпсон, Мёрфи, Робинсон.
| 25 июля. Омаха (США). Россия — Китай 0:3 (25:27, 20:25, 19:25). Финальный этап |
| ------------------------------------------------------------------------------ |

Россия: Щербань (9), Пасынкова (5), Любушкина (7), Обмочаева (20), Косьяненко (3), Орлова (4), Малова — либеро. Выход на замену: О.Ефимова, Фетисова (5), Ильченко (2).

Китай: Чжан Чаннин, Чжан Сяоя, Дин Ся, Лю Яньхань, Чжан Исинь, Лю Сяотун, Ван Мэнцзе — либеро. Выход на замену: Чэнь Чжань, Янь Ни, Ван На.
| 26 июля. Омаха (США). Россия — Япония 3:0 (25:11, 25:19, 25:18). Финальный этап |
| ------------------------------------------------------------------------------- |

Россия: Щербань (13), Пасынкова (10), Любушкина (11), Обмочаева (23), Косьяненко (1), Орлова (4), Малова — либеро.

Япония: Ямагути, Утисэто, Сакода, Миясита, Отакэ, Набэя, Сато — либеро. Выход на замену: Кото, Исии, Кимура, Кога.
В первом официальном турнире сезона главный тренер сборной России Юрий Маричев привлёк в состав национальной команды сразу 7 новичков, никогда прежде за главную сборную страны не выступавших — Екатерину Любушкину, Екатерину Орлову, Ксению Ильченко, Ольгу Ефимову, Ольгу Бирюкову, Екатерину Ефимову и Ксению Кравченко. Из-за травм наставник команды не мог рассчитывать на Татьяну Кошелеву и Евгению Старцеву, а Екатерина Гамова и Светлана Крючкова решили пропустить сезон сборной.
Предварительный этап Гран-при сборная России завершила на 5-м месте и вышла в финальную стадию розыгрыша, которая прошла в Омахе (США). После побед в первых двух турах финала над Италией и Бразилией последовали два поражения от американок и команды Китая. И всё же уверенная победа в последнем матче над сборной Японии вывела российских волейболисток на 2-е место. Последний раз так высоко в итоговой классификации Гран-при сборная России поднималась 6 лет назад — в 2009 году. В символическую сборную финального раунда вошли две россиянки — диагональная нападающая Наталия Обмочаева и либеро Анна Малова.

### Кубок мира
| 22 августа. Токио (Япония). Россия — Доминиканская Республика 3:0 (25:15, 25:18, 25:18). |
| ---------------------------------------------------------------------------------------- |

Россия: Щербань (14), Пасынкова (8), Любушкина (4), Обмочаева (24), Косьяненко (1), Орлова (4), Малова — либеро. Выход на замену: Кошелева (1).

Доминиканская Республика: Варгас, Ферсола, Марте Фрика, Морено, Ривера, Мамбру, Кастильо — либеро. Выход на замену: Бинет, Б.Мартинес, Дж.Мартинес, Домингес, Пенья.
| 23 августа. Токио (Япония). Россия — Япония 3:2 (12:25, 25:18, 25:21, 23:25, 15:13). |
| ------------------------------------------------------------------------------------ |

Россия: Щербань (13), Пасынкова (1), Любушкина (3), Обмочаева (22), Косьяненко (1), Орлова (2), Малова — либеро, Кузякина — либеро. Выход на замену: Кошелева (34), Старцева, Малых (3), Фетисова (1).

Япония: Нагаока, Кимура, Кото, Симамура, Исии, Отакэ, Дзаясу — либеро, Сато — либеро. Выход на замену: Миясита, Набэя, Ямагути, Кога, Утисэто.
| 24 августа. Токио (Япония). Россия — Кения 3:0 (25:16, 25:21, 25:21). |
| --------------------------------------------------------------------- |

Россия: Щербань (5), Любушкина (3), Обмочаева (4), Косьяненко, Орлова (8), Кошелева (16), Малова — либеро, Кузякина — либеро. Выход на замену: Пасынкова (8), Старцева (3), Малых (10), Фетисова (4), Исаева (1).

Кения: Вайриму, Макуто, Вангечи, Мойм, Хадамби, Джепнгетич, Ваньяма — либеро. Выход на замену: Майо, Ванджа, Атука, Мурамби.
| 26 августа. Токио (Япония). Россия — Аргентина 3:0 (25:10, 25:10, 25:16). |
| ------------------------------------------------------------------------- |

Россия: Щербань (8), Пасынкова (14), Любушкина (4), Обмочаева (13), Косьяненко (1), Орлова (7), Малова — либеро, Кузякина — либеро. Выход на замену: Старцева (1), Малых (7), Ильченко (5), Фетисова (3), Исаева.

Аргентина: Пикколо, Соса, Ласкано, Боскаччи, Фернандес, Кастильоне, Риццо — либеро. Выход на замену: Фреско, Акоста, Сагардия, Айспируа, Скакки.
| 27 августа. Токио (Япония). Россия — Куба 3:0 (25:19, 25:13, 25:18). |
| -------------------------------------------------------------------- |

Россия: Щербань (3), Пасынкова (10), Любушкина (4), Обмочаева (16), Косьяненко, Орлова (7), Малова — либеро, Кузякина — либеро. Выход на замену: Ильченко (7), Старцева (1), Малых (3), Фетисова (6), Исаева.

Куба: Грасия, Рохас, Эрнандес, Касанова, Матьенсо, Альварес, Боррель — либеро. Выход на замену: Лескай, Луис Руис.
| 30 августа. Сендай (Япония). Россия — Южная Корея 3:0 (25:20, 26:24, 25:22). |
| ---------------------------------------------------------------------------- |

Россия: Щербань (10), Пасынкова, Любушкина (5), Обмочаева (25), Косьяненко, Орлова (3), Малова — либеро. Выход на замену: Старцева, Малых (1), Кошелева (14), Фетисова.

Южная Корея: Ким Хи Чжин, Ли Чже Ён, Ким Ён Гун, Ян Хё Чжин, Чхо Сон Хва, Пак Ён А, На Хён Чжун — либеро, Им Мён Ок — либеро. Выход на замену: Ли Со Ён, Чхэ Сон А, Ли Да Ён, Хван Ён Чжу.
| 31 августа. Сендай (Япония). Россия — Сербия 2:3 (25:22, 25:22, 14:25, 23:25, 12:15). |
| ------------------------------------------------------------------------------------- |

Россия: Щербань (13), Любушкина (8), Обмочаева (27), Косьяненко (2), Орлова (10), Кошелева (18), Малова — либеро. Выход на замену: Старцева, Малых (3), Пасынкова (2), Ильченко.

Сербия: Михайлович, Огненович, Николич, Стеванович, Рашич, Бошкович, Попович — либеро, Чебич — либеро. Выход на замену: Малешевич, Велькович.
| 1 сентября. Сендай (Япония). Россия — Перу 3:0 (25:14, 25:10, 25:20). |
| --------------------------------------------------------------------- |

Россия: Любушкина (5), Косьяненко (1), Фетисова (13), Кошелева (19), Малых (15), Ильченко (5), Малова — либеро, Кузякина — либеро. Выход на замену: Старцева (1), Исаева (1).

Перу: де ла Пенья, Урибе, Регаладо, ла Роса, Олемар, Ортис, Эгоавиль — либеро. Выход на замену: Руэда, Муньос, Герреро.
| 4 сентября. Нагоя (Япония). Россия — США 3:0 (25:17, 31:29, 25:23). |
| ------------------------------------------------------------------- |

Россия: Щербань (14), Любушкина (7), Обмочаева (14), Косьяненко (1), Фетисова (14), Кошелева (16), Малова — либеро. Выход на замену: Старцева, Малых (1), Пасынкова (1), Орлова.

США: Э.Глэсс, Ларсон, Хармотто-Дитцен, Хилл, Акинрадево, Лоу, Бэнуорт — либеро. Выход на замену: Н,Фосетт, Креклоу, Робинсон, Диксон.
| 5 сентября. Нагоя (Япония). Россия — Китай 1:3 (23:25, 15:25, 25:23, 20:25). |
| ---------------------------------------------------------------------------- |

Россия: Щербань (15), Любушкина (2), Обмочаева (16), Косьяненко (2), Фетиосва (5), Кошелева (24), Малова — либеро. Выход на замену: Старцева, Малых (5), Пасынкова (1), Орлова (5).

Китай: Чжу Тин, Шэнь Цзинси, Ян Цзюньцзин, Чжэн Чуньлэй, Чжан Чаннин, Янь Ни, Линь Ли — либеро, Ван Мэнцзе — либеро. Выход на замену: Дин Ся, Лю Яньань, Лю Сяотун, Чжан Сяоя, Юань Синьюэ.
| 6 сентября. Нагоя (Япония). Россия — Алжир 3:0 (25:5, 25:6, 25:8). |
| ------------------------------------------------------------------ |

Россия: Пасынкова (16), Любушкина (8), Старцева (3), Фетисова (14), Малых (15), Ильченко (4), Кузякина — либеро.

Алжир: Аит Умгар, Амель, Хаммуш, Имадали, Маньяна, Бенмохтар, Мебарки — либеро. Выход на замену: Бельхосин, Аяди, Сади, Касри.
После 16-летнего перерыва сборная России вновь получила возможность стартовать на Кубке мира. Как и прежде этот турнир являлся первым этапом отбора на Олимпийские игры, но в отличие от предыдущих лет квалификация от Европы на Кубок-2015 осуществлялась не по результатам чемпионата Европы, а по мировому рейтингу. Благодаря ему путёвки от Европы на турнир получили сборные России и Сербии.
По сравнению с финальным этапом Гран-при в составе российской команды произошли изменения. Вернулись после восстановительного лечения Татьяна Кошелева и Евгения Старцева, а также Наталья Малых, из-за травмы в финале Гран-при участия не принимавшая. Также Маричев привлёк в состав диагональную нападающую Дарью Исаеву и либеро Викторию Кузякину.
На самом же турнире основная борьбы за две олимпийские путёвки развернулась между сборными России, Китая, США, Сербии и Японии. 6 туров россиянки прошли без поражений, но в 7-м уступили команде Сербии 2:3, ведя в счёте после двух партий 2:0. В матче 9-го игрового дня сборная России одержала яркую победу в трёх сетах над лидировавшей до того командой США, но поражение на следующий день от китаянок со счётом 1:3, отбросило российских волейболисток на 4-е место, на котором в итоге они и остались в итоговой классификации. В символическую сборную турнира были включены диагональная нападающая Наталия Обмочаева и нападающая-доигровщица Татьяна Кошелева.

### Чемпионат Европы
| 26 сентября. Роттердам (Нидерланды). Россия — Болгария 3:0 (25:21, 25:14, 25:14). Предварительный этап. Группа «С» |
| --- |

Россия: Пасынкова (9), Обмочаева (13), Косьяненко (3), Фетисова (2), Кошелева (13), Заряжко (12), Малова — либеро. Выход на замену: Старцева, Малых (3), Ильченко.

Болгария: Китипова, Рабаджиева, Коева, Русева, Василева, Э.Николова, М.Филипова — либеро. Выход на замену: Димитрова, Янева, Баракова.
| 27 сентября. Роттердам (Нидерланды). Россия — Беларусь 3:0 (25:18, 25:16, 25:21). Предварительный этап. Группа «С» |
| --- |

Россия: Пасынкова (5), Обмочаева (17), Косьяненко (1), Фетисова (6), Кошелева (16), Заряжко (9), Малова — либеро, Кузякина — либеро. Выход на замену: Старцева, Малых (3), Любушкина (3).

Беларусь: Молосай, Калиновская, Горелик, Капко, Барышевич, Михайленко, Павлюковская — либеро, Федоринчик — либеро. Выход на замену: Павлова, Климович, Гурова, Ионова.
| 28 сентября. Роттердам (Нидерланды). Россия — Хорватия 0:3 (21:25, 24:26, 24:26). Предварительный этап. Группа «С» |
| --- |

Россия: Пасынкова (3), Обмочаева (10), Косьяненко (1), Фетисова (4), Кошелева (18), Заряжко (11), Малова — либеро. Выход на замену: Старцева (2), Малых (4), Любушкина (3), Ильченко (2).

Хорватия: Ушич, Грбач, Топич, Милош, Барун, Поляк, Божичевич — либеро. Выход на замену: Фабрис, Брчич.
| 1 октября. Роттердам (Нидерланды). Россия — Италия 3:1 (30:28, 20:25, 25:23, 25:20). Четвертьфинал |
| -------------------------------------------------------------------------------------------------- |

Россия: Пасынкова (3), Обмочаева (17), Косьяненко (1), Фетисова (13), Кошелева (24), Заряжко (13), Малова — либеро. Выход на замену: Старцева, Малых (1), Ильченко (3).

Италия: К.Бозетти, Гуиджи, Кирикелла, Ло Бьянко, Л.Бозетти, Диуф, М.Ди Дженнаро — либеро. Выход на замену: Чентони, Малинов, Дель Коре, Тироцци.
| 3 октября. Роттердам (Нидерланды). Россия — Сербия 3:1 (25:23, 25:23, 21:25, 25:22). Полуфинал |
| ---------------------------------------------------------------------------------------------- |

Россия: Пасынкова (1), Обмочаева (17), Косьяненко (1), Фетисова (3), Кошелева (23), Заряжко (16), Малова — либеро. Выход на замену: Старцева, Малых, Любушкина (2), Ильченко (5).

Сербия: Малешевич, Михайлович, Огненович, Стеванович, Рашич, Бошкович, Попович — либеро, Чебич — либеро. Выход на замену: Николич, Живкович, Велькович.
| 4 октября. Роттердам (Нидерланды). Россия — Нидерланды 3:0 (25:14, 25:20, 25:20). Финал |
| --------------------------------------------------------------------------------------- |

Россия: Обмочаева (20), Косьяненко (1), Фетисова (5), Кошелева (19), Заряжко (5), Ильченко (5), Малова — либеро. Выход на замену: Старцева, Малых.

Нидерланды: Белин, де Крёйф, Гротхёйс, Слютьес, Бёйс, Дейкема, Стам — либеро, Схот — либеро. Выход на замену: Плак, Стенберген, Нуммердор-Флир, Столтенборг, Питерсен.
На чемпионат Европы в Нидерланды сборная России отправилась за защитой титула, выигранного двумя годами ранее на предыдущем континентальном первенстве. В заявке у действующих чемпионок «старого света» по сравнению с предыдущими турнирами этого года появилась Ирина Заряжко, а вот основная принимающая Яна Щербань из-за обострившейся травмы осталась дома.
Волею календаря и регламента весь турнир российская команда провела в одном городе — Роттердаме. По итогам группового этапа россиянки уверенно вышли в четвертьфинал с первого места, несмотря на непредсказуемое поражение от сборной Хорватии. В матчах двух первых стадий плей-офф сборная России встречала серьёзное сопротивление в поединках против сборных Италии и Сербии, но всё же побеждала каждого из соперников с одинаковым счётом 3:1. А вот в финале борьбы фактически не получилось — российские волейболистки не дали ни малейшего шанса хозяйкам решающей стадии чемпионата, сборной Нидерландов, разгромив её в трёх партиях и не дав ей ни в одном из сетов набрать более 20 очков. Практически весь турнир стартовая семёрка (включая либеро) у сборной России выглядела неизменной — связующая Екатерина Косьяненко, диагональная Наталия Обмочаева, доигровщицы Татьяна Кошелева и Александра Пасынкова, центральные блокирующие Ирина Фетисова и Ирина Заряжко, либеро Анна Малова. Лишь в финале с первых минут вместо Пасынковой играла Ксения Ильченко. Кроме них свой вклад в победу внесли Евгения Старцева, Екатерина Любушкина, Наталья Малых, Виктория Кузякина и Екатерина Орлова. Лучшим игроком чемпионата вновь, как и на предыдущем первенстве, признана Татьяна Кошелева. В символическую сборную первенства из российских волейболисток вошли та же Кошелева, а также Заряжко и Малова.
Интересно, что второй чемпионат Европы подряд в финале сборной России противостояли хозяйки турниров — в 2013 Германия, а ныне Нидерланды. Кроме этого, состоялось уже второе подряд тренерское финальное противостояние — Маричев против Гуидетти, который в 2013 возглавлял немецкую команду, а теперь голландскую.

## Итоги
Всего на счету сборной России в 2015 году 31 официальный матч. Из них выиграно 22, проиграно 9. Соотношение партий 71:36. Соперниками россиянок в этих матчах были национальные сборные 20 стран.
| Турнир           | И  | В | П | С/О   | Место |
| ---------------- | -- | - | - | ----- | ----- |
| Гран-при         | 14 | 8 | 6 | 26:23 | 2-е   |
| Кубок мира       | 11 | 9 | 2 | 30:8  | 4-е   |
| Чемпионат Европы | 6  | 5 | 1 | 15:5  | 1-е   |

## Состав
В скобках после количество игр указано число матчей, проведённых волейболисткой в стартовом составе + в качестве либеро.
| №  | Игрок                | Год рождения | Амплуа      | Клуб            | Турниры и игры | Турниры и игры | Турниры и игры | Всего матчей | Очки |
| №  | Игрок                | Год рождения | Амплуа      | Клуб            | ГП             | КМ             | ЧЕ             | Всего матчей | Очки |
| -- | -------------------- | ------------ | ----------- | --------------- | -------------- | -------------- | -------------- | ------------ | ---- |
| 1  | Яна Щербань          | 1989         | нападающая  | «Динамо» М      | 13 (10)        | 9 (9)          |                | 22 (19)      | 188  |
| 2  | Виктория Кузякина    | 1992         | либеро      | «Динамо-Казань» |                | 6 (0+6)        | 1 (0+1)        | 7 (0+7)      | —    |
| 5  | Александра Пасынкова | 1987         | нападающая  | «Динамо» Кр     | 12 (9)         | 10 (6)         | 5 (5)          | 27 (20)      | 176  |
| 6  | Ольга Ефимова        | 1990         | связующая   | «Ленинградка»   | 13             |                |                | 13           | 4    |
| 7  | Екатерина Любушкина  | 1990         | центральная | «Динамо» М      | 14 (14)        | 11 (11)        | 3              | 28 (25)      | 156  |
| 8  | Наталия Обмочаева    | 1989         | нападающая  | «Динамо» М      | 14 (11)        | 9 (9)          | 6 (6)          | 29 (26)      | 526  |
| 9  | Дарья Исаева         | 1990         | нападающая  | «Омичка»        |                | 4              |                | 4            | 2    |
| 10 | Екатерина Косьяненко | 1990         | связующая   | «Динамо» М      | 14 (14)        | 10 (10)        | 6 (6)          | 30 (30)      | 41   |
| 12 | Екатерина Орлова     | 1987         | центральная | «Волеро»        | 11 (9)         | 9 (7)          |                | 20 (16)      | 113  |
| 13 | Евгения Старцева     | 1989         | связующая   | «Динамо-Казань» |                | 10 (1)         | 6              | 16 (1)       | 11   |
| 14 | Ирина Фетисова       | 1994         | центральная | «Динамо» М      | 8 (5)          | 9 (4)          | 6 (6)          | 23 (15)      | 130  |
| 15 | Татьяна Кошелева     | 1988         | нападающая  | «Динамо» Кр     |                | 8 (5)          | 6 (6)          | 14 (11)      | 255  |
| 16 | Ирина Заряжко        | 1991         | центральная | «Уралочка-НТМК» |                |                | 6 (6)          | 6 (6)        | 66   |
| 17 | Наталья Малых        | 1994         | нападающая  | «Динамо» Кр     | 9 (3)          | 10 (2)         | 6              | 25 (5)       | 124  |
| 18 | Ксения Ильченко      | 1994         | нападающая  | «Уралочка-НТМК» | 12 (8)         | 5 (2)          | 5 (1)          | 22 (11)      | 108  |
| 19 | Анна Малова          | 1990         | либеро      | «Динамо» М      | 12 (0+12)      | 10 (0+6)       | 6 (0+6)        | 28 (0+28)    | —    |
| 22 | Ксения Кравченко     | 1991         | либеро      | «Северянка»     | 3 (0+3)        |                |                | 3 (0+3)      | —    |
| 23 | Екатерина Ефимова    | 1993         | центральная | «Омичка»        | 4              |                |                | 4            | 9    |
| 25 | Ольга Бирюкова       | 1994         | нападающая  | «Динамо-Казань» | 6 (1)          |                |                | 6 (1)        | 17   |

- Главный тренер — Юрий Маричев.
- Тренер — Игорь Курносов, Константин Ушаков.

Всего в 2015 году в составе сборной России в официальных турнирах играло 19 волейболисток, представлявших 8 клубов. Во всех проведённых сборной матчах на этих турнирах не играл никто. 30 матчей в активе капитана команды Екатерины Косьяненко, причём во всех она выходила в стартовом составе. Самой результивной стала Наталия Обмочаева, набравшая в 29 матчах 526 очков (в среднем по 18,8 за игру).

## Другие турниры
- Кубок Бориса Ельцина. 17—21 июня.  Екатеринбург.

Очередной розыгрыш Кубка Бориса Ельцина прошёл по круговой системе с участием 5 команд и завершился победой сборной России, не потерпевшей на турнире ни одного поражения.
Результаты сборной России:
17 июня. Россия — Израиль 3:0 (25:11, 25:14, 25:13);
18 июня. Россия — Чехия 3:0 (25:16, 25:14, 25:15);
20 июня. Россия — Казахстан 3:0 (28:26, 32:30, 25:18);
21 июня. Россия — Китай 3:0 (25:10, 25:21, 25:15).
Состав сборной России:
Александра Пасынкова — 3 игры (3 в стартовом составе)/ 27 очков, Ольга Ефимова — 4/ 4, Екатерина Любушкина — 4 (4)/ 27, Наталия Обмочаева — 3 (3)/ 41, Екатерина Косьяненко — 4 (4)/ 8, Ирина Фетисова — 3 (3)/ 27, Наталья Малых — 4 (1)/ 35, Ксения Ильченко — 4 (4)/ 48, Анна Малова — 3 (либеро), Ксения Кравченко — 3/ 9, Екатерина Ефимова — 2 (1)/ 9, Ольга Бирюкова — 3 (1)/ 11, Александра Иванова — 1 (либеро).

## Вторая сборная
В 2015 году была сформирована вторая сборная России, которой предстояло принять участие в двух официальных турнирах — Европейских играх и Всемирной Универсиаде. Главным тренером назначен Вадим Панков — наставник подмосковной команды «Заречье-Одинцово» и куратор всех сборных резерва Всероссийской федерации волейбола.
В июне в столице Азербайджана Баку прошли первые в истории Европейские игры. В женском волейбольном турнире этих комплексных соревнований приняла участие и вторая российская сборная. На предварительном этапе в своей группе россиянки заняли 4-е место и в четвертьфинале встретились со сборной Турции, ставшей в другой группе предварительного этапа первой. Поражение от турчанок лишило российских волейболисток возможности бороться за медали. Следует отметить, что соперники сборной России на Играх были представлены своими основными составами.
Менее чем через месяц вторая сборная России под флагом студенческой сборной и практически тем же составом, что и на Европейских играх приняла участие во Всемирной Универсиаде, прошедшей в южнокорейском городе Кванджу. Не смогли участвовать только связующая Анна Матиенко (по возрасту), центральная блокирующая Юлия Подскальная (из-за травмы), а также вторая либеро Кристина Курносова. По ходу турнира российские волейболистки не встретили какого-либо серьёзного соперничества со стороны своих оппоненток и во второй раз подряд стали победителями Всемирного студенческого спортивного фестиваля.
Позже в состав основной национальной команды России из числа игравших за вторую сборную входили Дарья Исаева, принявшая участие в розыгрыше Кубка мира, и Ирина Заряжко, ставшая чемпионкой Европы.

### Европейские игры
| 13 июня. Баку (Азербайджан). Россия — Нидерланды 1:3 (19:25, 25:21, 22:25, 21:25). Предварительный этап. Группа «В» |
| --- |

Россия: Исаева (20 очков), Матиенко, Заряжко (4), Чёрная (4), Малькова (8), Воронкова (12), Романенко — либеро. Выход на замену: Писаренко (8), Филиштинская, Подскальная, Николаева.

Нидерланды: Белин, де Крёйф, Питерсен, Слютьес, Бёйс, Дейкема, Схот — либеро. Выход на замену: Колхас, Гротхёйс, Плак, Столтенборг.
| 15 июня. Баку (Азербайджан). Россия — Болгария 0:3 (16:25, 22:25, 22:25). Предварительный этап. Группа «В» |
| --- |

Россия: Бавыкина, Писаренко, Исаева (11), Матиенко (1), Заряжко (7), Малькова (3), Романенко — либеро, Курносова — либеро. Выход на замену: Филиштинская, Чёрная (8), Подскальная (1), Воронкова (9), Николаева (6).

Болгария: Н.Димитрова, Китипова, Г.Димитрова, Русева, Василева, Николова, М.Филипова — либеро, Тодорова — либеро. Выход на замену: Баракова, Коева.
| 17 июня. Баку (Азербайджан). Россия — Хорватия 3:0 (25:22, 25:19, 26:24). Предварительный этап. Группа «В» |
| --- |

Россия: Бавыкина (12), Исаева (21), Матиенко (1), Заряжко (10), Чёрная (6), Малькова, Романенко — либеро, Курносова — либеро. Выход на замену: Писаренко, Филиштинская, Подскальная (4), Воронкова (7).

Хорватия: Ушич, Елич, Буразер, Сушич, Фабрис, Якшевич, Божичевич — либеро. Выход на замену: Кулич.
| 19 июня. Баку (Азербайджан). Россия — Германия 3:2 (24:26, 25:9, 25:20, 22:25, 15:10). Предварительный этап. Группа «В» |
| --- |

Россия: Бавыкина (20), Исаева (24), Матиенко, Заряжко (17), Подскальная (8), Воронкова (1), Романенко — либеро, Курносова — либеро. Выход на замену: Писаренко (10), Филиштинская (1), Чёрная (3).

Германия: Бринкер, Гертис, Брандт, Козух, Силге, Апитц, Дюрр — либеро. Выход на замену: Липпман, Вайсс, Хиппе, Вайхенмайер.
| 21 июня. Баку (Азербайджан). Россия — Сербия 0:3 (28:30, 14:25, 16:25). Предварительный этап. Группа «В» |
| --- |

Россия: Бавыкина (5), Писаренко (8), Исаева (7), Матиенко (2), Заряжко (8), Подскальная (5), Романенко — либеро, Курносова — либеро. Выход на замену: Филиштинская (1), Чёрная (1), Малькова (5), Воронкова, Николаева (2).

Сербия: Дрпа, Живкович, Михайлович, Николич, Стеванович, Рашич, Попович — либеро. Выход на замену: Малешевич.
| 23 июня. Баку (Азербайджан). Россия — Турция 1:3 (18:25, 25:23, 22:25, 19:25). Четвертьфинал |
| -------------------------------------------------------------------------------------------- |

Россия: Бавыкина (10), Писаренко (7), Исаева (23), Матиенко (1), Заряжко (15), Подскальная (7), Романенко — либеро. Выход на замену: Филиштинская (1), Чёрная (2), Малькова (2), Воронкова (2).

Турция: Бабат, Акман, Онал-Пашаоглу, Айдемир-Акйол, Озсой, Йылмаз, Карадайи — либеро. Выход на замену: Кылычлы-Джансу, Услупехливан, Асланйюрек-Токатиоглу, Акын.

### Всемирная Универсиада
| 2 июля. Кванджу (Южная Корея). Россия — Тайвань 3:0 (25:19, 25:16, 25:16). Предварительный этап. Группа «В» |
| --- |

Россия: Писаренко (12), Исаева (12), Заряжко (14), Филиштинская (7), Малькова (8), Воронкова (1), Романенко — либеро. Выход на замену: Бавыкина (9), Чёрная, Николаева (5).

Тайвань: Чан Ливэнь, Чэнь Ицзю, Ян Ичэнь, Чан Чэньин, Чэнь Ваньтин, Ли Цзюин, Лай Сянчэнь — либеро. Выход на замену: Вэнь Ицзю, Ву Вэйхуа, Ву Чинтин, Ван Синтин.
| 5 июля. Кванджу (Южная Корея). Россия — Украина 3:1 (19:25, 25:14, 25:14, 25:16). Предварительный этап. Группа «В» |
| --- |

Россия: Бавыкина (21), Писаренко (10), Исаева (15), Заряжко (17), Филиштинская (1), Малькова (14), Романенко — либеро. Выход на замену: Чёрная, Воронкова, Барчук (1), Сербина.

Украина: Лисеенкова, Кальченко, Чернуха, Дегтярёва, Дорсман, Кодола, Дельрос — либеро. Выход на замену: Степанюк, Дубянская, Дудник, Мадзар.
| 6 июля. Кванджу (Южная Корея). Россия — Швейцария 3:0 (25:20, 25:15, 25:13). Предварительный этап. Группа «В» |
| --- |

Россия: Бавыкина (5), Исаева (7), Заряжко (7), Филиштинская (6), Малькова (10), Николаева (15), Романенко — либеро. Выход на замену: Воронкова (6), Барчук (5), Чёрная (1).

Швейцария: Хальтер, Маттер, Захер, Гранворка, Штайнеман, Монтавон, Белотти — либеро. Выход на замену: Унтернарер, Бисанг.
| 8 июля. Кванджу (Южная Корея). Россия — Канада 3:0 (25:20, 25:17, 25:19). Четвертьфинал |
| --------------------------------------------------------------------------------------- |

Россия: Бавыкина (11), Писаренко (7), Исаева (21), Заряжко (14), Филиштинская (6), Малькова (6), Романенко — либеро. Выход на замену: Чёрная, Николаева, Барчук, Сербина.

Канада: Перрен, Беланжер, Брайсбойс, Ланг, Форсье, Казо, Монкс — либеро. Выход на замену: Корнуолл, Савар, Найлс, Карпентье.
| 9 июля. Кванджу (Южная Корея). Россия — Япония 3:0 (25:19, 25:14, 25:16). Полуфинал |
| ----------------------------------------------------------------------------------- |

Россия: Бавыкина (11), Писаренко (6), Исаева (19), Заряжко (18), Филиштинская, Малькова (7), Романенко — либеро. Выход на замену: Чёрная, Николаева.

Япония: Ятака, Танака, Симидзу, Муранага, Имамура, Инуэ, Кодзима — либеро. Выход на замену: Накая, Ямагути, Исибаси, Ода.
| 11 июля. Кванджу (Южная Корея). Россия — Украина 3:0 (25:12, 25:17, 25:17). Финал |
| --------------------------------------------------------------------------------- |

Россия: Бавыкина (6), Писаренко (10), Исаева (19), Заряжко (8), Филиштинская (6), Малькова (10), Романенко — либеро. Выход на замену: Воронкова (3), Чёрная, Николаева.

Украина: Лисеенкова, Кальченко, Дорсман, Дубянская, Дудник, Кодола, Дельрос — либеро. Выход на замену: Степанюк, Чернуха, Дегтярёва, Мадзар, Карпец.

### Итоги
Всего на счету второй сборной России в 2015 году 12 официальных матчей. Из них выиграно 8, проиграно 4. Соотношение партий 26:15. Соперниками россиянок в этих матчах были национальные и студенческие сборные 11 стран.
| Турнир           | И | В | П | С/О  | Место |
| ---------------- | - | - | - | ---- | ----- |
| Европейские игры | 6 | 2 | 4 | 8:14 | 5—8-е |
| Универсиада      | 6 | 6 | 0 | 18:1 | 1-е   |

### Состав
В скобках после количество игр указано число матчей, проведённых волейболисткой в стартовом составе + в качестве либеро.
| №  | Игрок               | Год рождения | Амплуа      | Клуб               | Турниры и игры | Турниры и игры | Всего матчей | Очки |
| №  | Игрок               | Год рождения | Амплуа      | Клуб               | ЕИ             | ВУ             | Всего матчей | Очки |
| -- | ------------------- | ------------ | ----------- | ------------------ | -------------- | -------------- | ------------ | ---- |
| 1  | Светлана Сербина    | 1989         | связующая   | «Енисей»           |                | 2              | 2            | 0    |
| 2  | Анастасия Барчук    | 1996         | центральная | «Заречье-Одинцово» |                | 3              | 3            | 6    |
| 3  | Анастасия Бавыкина  | 1992         | нападающая  | «Динамо» М         | 5 (5)          | 6 (5)          | 11 (10)      | 109  |
| 7  | Екатерина Романенко | 1993         | либеро      | «Динамо» М         | 6 (0+6)        | 6 (0+6)        | 12 (0+12)    | —    |
| 8  | Дарья Евтухова      | 1991         | нападающая  | «Уралочка-НТМК»    | 6 (3)          | 5 (5)          | 11 (8)       | 78   |
| 9  | Дарья Исаева        | 1990         | нападающая  | «Омичка»           | 6 (6)          | 6 (6)          | 12 (12)      | 199  |
| 11 | Анна Матиенко       | 1981         | связующая   | «Динамо-Казань»    | 6 (6)          |                | 6 (6)        | 5    |
| 12 | Ирина Заряжко       | 1991         | центральная | «Уралочка-НТМК»    | 6 (6)          | 6 (6)          | 12 (12)      | 139  |
| 14 | Ирина Филиштинская  | 1990         | связующая   | «Динамо» Кр        | 6              | 6 (6)          | 12 (6)       | 27   |
| 15 | Анастасия Чёрная    | 1987         | нападающая  |                    | 6 (2)          | 6              | 12 (2)       | 25   |
| 16 | Юлия Подскальная    | 1989         | центральная | «Волеро»           | 6 (3)          |                | 6 (3)        | 32   |
| 17 | Кристина Курносова  | 1997         | либеро      | «Заречье-Одинцово» | 4 (0+4)        |                | 4 (0+4)      | —    |
| 18 | Ирина Малькова      | 1989         | центральная | «Динамо-Казань»    | 5 (3)          | 6 (6)          | 11 (9)       | 73   |
| 19 | Ирина Воронкова     | 1995         | нападающая  | «Заречье-Одинцово» | 6 (2)          | 4 (1)          | 10 (3)       | 41   |
| 20 | Олеся Николаева     | 1994         | нападающая  | «Омичка»           | 3              | 5 (1)          | 8 (1)        | 28   |

- Главный тренер — Вадим Панков.
- Тренер — Александр Красильников.

Всего в 2015 году в составе второй сборной России в официальных турнирах играло 15 волейболисток.

### Другие турниры
- Монтрё Волей Мастерс. 27—31 мая.  Монтрё.

Дебютом второй сборной России стало выступление в традиционном турнире в швейцарском Монтрё. Итог — 4-е место.
Результаты второй сборной России:
27 мая. Предварительный этап. Группа «А». Россия — Доминиканская Республика 3:0 (25:23, 25:21, 25:23);
28 мая. Предварительный этап. Группа «А». Россия — Нидерланды 1:3 (20:25, 25:23, 17:25, 22:25);
29 мая. Предварительный этап. Группа «А». Россия — Китай 3:1 (18:25, 25:23, 25:19, 25:23);
30 мая. Полуфинал. Россия — Япония 0:3 (23:25, 22:25, 13:25);
31 мая. Матч за 3-е место. Россия — Нидерланды 0:3 (21:25, 21:25, 21:25).
Состав сборной России:
Анна Матиенко — 5 игр (5 в стартовом составе)/ 4 очка, Дарья Исаева — 5 (5)/ 68, Анастасия Бавыкина — 5 (4)/ 62, Ирина Воронкова — 5 (3)/ 27, Ирина Малькова — 5 (3)/ 34, Ирина Заряжко — 5 (4)/ 35, Екатерина Романенко — 5 (либеро), Ирина Филиштинская — 5/ 2, Дарья Писаренко — 5 (3)/ 26, Ксения Кравченко — 5/ 0, Олеся Николаева — 5/ 3, Юлия Подскальная — 5 (3)/ 19.